# William Rayian
William Rayian (* 13. Mai 1994) ist ein kenianischer Sprinter, der sich auf den 400-Meter-Lauf spezialisiert hat.

## Sportliche Laufbahn
Erste internationale Erfahrungen sammelte William Rayian bei den World Athletics Relays 2021 in Chorzów, bei denen er mit der kenianischen 4-mal-400-Meter-Staffel mit 3:10,81 min im Vorlauf ausschied. Im Jahr darauf erreichte er bei den Afrikameisterschaften in Port Louis das Halbfinale über 400 Meter und schied dort mit 48,81 s aus. Zudem gewann er in der Mixed-Staffel in 3:22,75 min gemeinsam mit Collins Gichana, Veronica Mutua und Jarinter Mwasya die Bronzemedaille hinter den Teams aus Botswana und Nigeria und gelangte mit der Männerstaffel mit 3:09,49 min auf Rang vier.

## Persönliche Bestzeiten
- 400 Meter: 45,51 s, 7. Mai 2022 in Nairobi